# Thoury-Férottes
Thoury-Férottes és un municipi francès, situat al departament de Sena i Marne i a la regió de Illa de França. L'any 2007 tenia 596 habitants.
Forma part del cantó de Nemours, del districte de Provins i de la Comunitat de comunes del Pays de Montereau.

## Demografia

### Població
El 2007 la població de fet de Thoury-Férottes era de 596 persones. Hi havia 232 famílies, de les quals 56 eren unipersonals (16 homes vivint sols i 40 dones vivint soles), 64 parelles sense fills, 96 parelles amb fills i 16 famílies monoparentals amb fills.
La població ha evolucionat segons el següent gràfic:
Habitants censats

### Habitatges
El 2007 hi havia 287 habitatges, 242 eren l'habitatge principal de la família, 28 eren segones residències i 16 estaven desocupats. 283 eren cases i 4 eren apartaments. Dels 242 habitatges principals, 210 estaven ocupats pels seus propietaris, 29 estaven llogats i ocupats pels llogaters i 3 estaven cedits a títol gratuït; 13 tenien dues cambres, 49 en tenien tres, 74 en tenien quatre i 105 en tenien cinc o més. 169 habitatges disposaven pel capbaix d'una plaça de pàrquing. A 108 habitatges hi havia un automòbil i a 116 n'hi havia dos o més.

### Piràmide de població
La piràmide de població per edats i sexe el 2009 era:
| Homes | Edats   | Dones |
| ----- | ------- | ----- |
| 0     | 95 o +  | 0     |
| 0     | 90 a 94 | 4     |
| 4     | 85 a 89 | 16    |
| 4     | 80 a 84 | 4     |
| 20    | 75 a 79 | 20    |
| 16    | 70 a 74 | 4     |
| 16    | 65 a 69 | 16    |
| 0     | 60 a 64 | 16    |
| 4     | 55 a 59 | 12    |
| 36    | 50 a 54 | 24    |
| 16    | 45 a 49 | 12    |
| 16    | 40 a 44 | 4     |
| 36    | 35 a 39 | 24    |
| 32    | 30 a 34 | 36    |
| 24    | 25 a 29 | 20    |
| 12    | 20 a 24 | 12    |
| 0     | 15 a 19 | 16    |
| 16    | 10 a 14 | 16    |
| 20    | 5 a 9   | 36    |
| 28    | 0 a 4   | 16    |

## Economia
El 2007 la població en edat de treballar era de 391 persones, 293 eren actives i 98 eren inactives. De les 293 persones actives 273 estaven ocupades (145 homes i 128 dones) i 19 estaven aturades (7 homes i 12 dones). De les 98 persones inactives 34 estaven jubilades, 41 estaven estudiant i 23 estaven classificades com a «altres inactius».

### Ingressos
El 2009 a Thoury-Férottes hi havia 252 unitats fiscals que integraven 638,5 persones, la mediana anual d'ingressos fiscals per persona era de 19.658 €.

### Activitats econòmiques
Dels 22 establiments que hi havia el 2007, 2 eren d'empreses de fabricació d'altres productes industrials, 6 d'empreses de construcció, 5 d'empreses de comerç i reparació d'automòbils, 2 d'empreses d'hostatgeria i restauració, 2 d'empreses d'informació i comunicació, 1 d'una empresa immobiliària, 1 d'una empresa de serveis, 2 d'entitats de l'administració pública i 1 d'una empresa classificada com a «altres activitats de serveis».
Dels 9 establiments de servei als particulars que hi havia el 2009, 1 era un taller de reparació d'automòbils i de material agrícola, 1 paleta, 1 fusteria, 2 electricistes, 1 veterinari, 2 restaurants i 1 agència immobiliària.
L'any 2000 a Thoury-Férottes hi havia 13 explotacions agrícoles que ocupaven un total de 774 hectàrees.

## Equipaments sanitaris i escolars
El 2009 hi havia una escola elemental integrada dins d'un grup escolar amb les comunes properes formant una escola dispersa.

## Poblacions més properes
El següent diagrama mostra les poblacions més properes.